# Europese kampioenschappen shotokan karate-do 2010
De Europese kampioenschappen shotokan karate-do 2010 waren door de European Shotokan Karate-do Association (ESKA) georganiseerde kampioenschappen voor karateka's. De 24e editie van de Europese kampioenschappen vond plaats in het Duitse Koblenz op 26 november 2010.

## Resultaten

### Kata
| Discipline  | Goud                                              | Zilver                                        | Brons                                                                    |
| Heren       | Heren                                             | Heren                                         | Heren                                                                    |
| ----------- | ------------------------------------------------- | --------------------------------------------- | ------------------------------------------------------------------------ |
| Individueel | Jorge Caeiros                                     | Nicola Bianchi                                | Alexander Piel                                                           |
| Team        | Alexander Piel Kenichi Sato Jan Urke              | Simone Pontiggia Fabio Cuscona Nicola Bianchi | Miguel Zamorano-Merino Jose-Manuel Carbonell-Lopez Borja Ballester-Cases |
| Dames       |                                                   |                                               |                                                                          |
| Individueel | Sabrina Haas                                      | Belén Martín-Gutiérrez                        | Ivana Zanfirovic                                                         |
| Team        | Franziska Krieg Denise Pawlowsky Sabine Schneider | Patrizia Bello Elisa Orsi Carlotta Preti      | Karolina Scieszka Berenika Przadka Agnieszka Dybicz                      |

### Kumite
| Discipline  | Goud | Zilver                                                      | Brons                                                                            | Brons                                                                            |
| Heren       | Heren | Heren                                                       | Heren                                                                            | Heren                                                                            |
| ----------- | --- | ----------------------------------------------------------- | -------------------------------------------------------------------------------- | -------------------------------------------------------------------------------- |
| Individueel | Arnaud Vicaire | Jean-Marc Mayer                                             | Andreas Muther                                                                   | Christian Grüner                                                                 |
| Team        | André Beck Christian Grüner Wladislaw Gumarow Dimitri Hussin Heinrich Leistenschneider Matthias Tausch Nika-Wolk Tsurtsumia | Ryan Tucker Joseph Rawcliffe Liam O'Grady John Bruce        | Marc Titos Javier Spitzer Igor Ruiz de Castañeda Victor Ridao-Perez Popan Iulian | Shemsi Aslani Nikoll Bitiqi Marco Luca Jonas Martin Daniel Rüegg Michael Stössel |
| Dames       | |                                                             |                                                                                  |                                                                                  |
| Individueel | Alisa Buchinger | Daria Szulc                                                 | Sara Silva                                                                       | Natascha Aberer                                                                  |
| Team        | Natascha Aberer Alisa Buchinger Eva Pakosta Bettina Plank                                                                   | Alla Sergeeva Anna Trafimova Syuzi Zograbyan Marina Zubenko | Caroline McGrath Ashley Scott Holly Sterling                                     | Kamila Warda Daria Szulc Justyna Paczkowska Marta Dabrowska                      |